# Hüseyin Çelik
Hüseyin Çelik (Gaziantep, Turquía, 1 de mayo de 1994) es un árbitro turco de baloncesto. Pertenece a la Türkiye Basketbol Federasyonu (TBF) y desde la temporada 2020–21 forma parte del plantel de oficiales de EuroLeague Basketball (Euroliga y EuroCup).

## Trayectoria
Formado en el arbitraje turco (debut 2012–13; ascenso a A Klasmanı en 2019–20), Çelik se integró en agosto de 2020 al colectivo de EuroLeague Basketball tras el clinic anual de pretemporada. Desde entonces alterna designaciones en la Basketbol Süper Ligi (BSL) y en competiciones europeas de clubes.

## Euroliga y EuroCup
- Euroliga: 2020–21 – presente (listado oficial y actas).[9]
- EuroCup: 2020–21 – presente (designaciones documentadas en 2024–25).[10][11][12]

Partidos destacados (selección)
- Euroliga RS 2024–25 (J6): Virtus – Bayern (29/10/2024). Árbitros: Oļegs Latiševs, Borys Ryzhyk, Hüseyin Çelik.[13]
- Euroliga RS 2024–25 (J4): EA7 Milan – Žalgiris (16/10/2024). Previa del club con terna confirmada: Emilio Pérez, Igor Dragojević, Hüseyin Çelik.[14]
- Euroliga RS 2024–25 (J30): Panathinaikos – ALBA Berlin (21/03/2025). Árbitros: Ilija Belošević, Tomislav Hordov, Hüseyin Çelik.[15]
- EuroCup 2024–25 (RS): Trefl Sopot – Dreamland Gran Canaria (04/02/2025). Árbitros: Anne Panther, Hüseyin Çelik, Noam Gordon.[16]

## Turquía (BSL y Copa)
Árbitro A Klasmanı de la TBF y habitual en la Basketbol Süper Ligi, con designaciones en series por el título. En 2025 actuó como 2.º árbitro en la final de la Copa de Turquía (ING Türkiye Kupası).